# Paul Aler
Paul Aler, född den 9 november 1656 i Sankt Vith i Luxemburg, död den 2 maj 1727 i Düren, var en tysk jesuit och skolman.
Aler var professor vid universitetet i Trier och rektor vid gymnasiet där. Aler författade många arbeten, av vilka hans Gradus ad parnassum (1702) är mest känt. Det användes länge som hjälpreda vid författandet av latinsk vers.